# 埃爾馬EMP衝鋒槍
埃爾馬EMP（英語：Erma EMP；EMP，意為：埃爾馬衝鋒槍；又稱：MPE）是一款由德國兵工廠埃爾馬兵工廠利用從毛瑟公司工程師海因里希·沃爾默收購的設計為藍本研發所生產的冲锋枪，發射9×19毫米帕拉貝倫口徑手枪子彈。

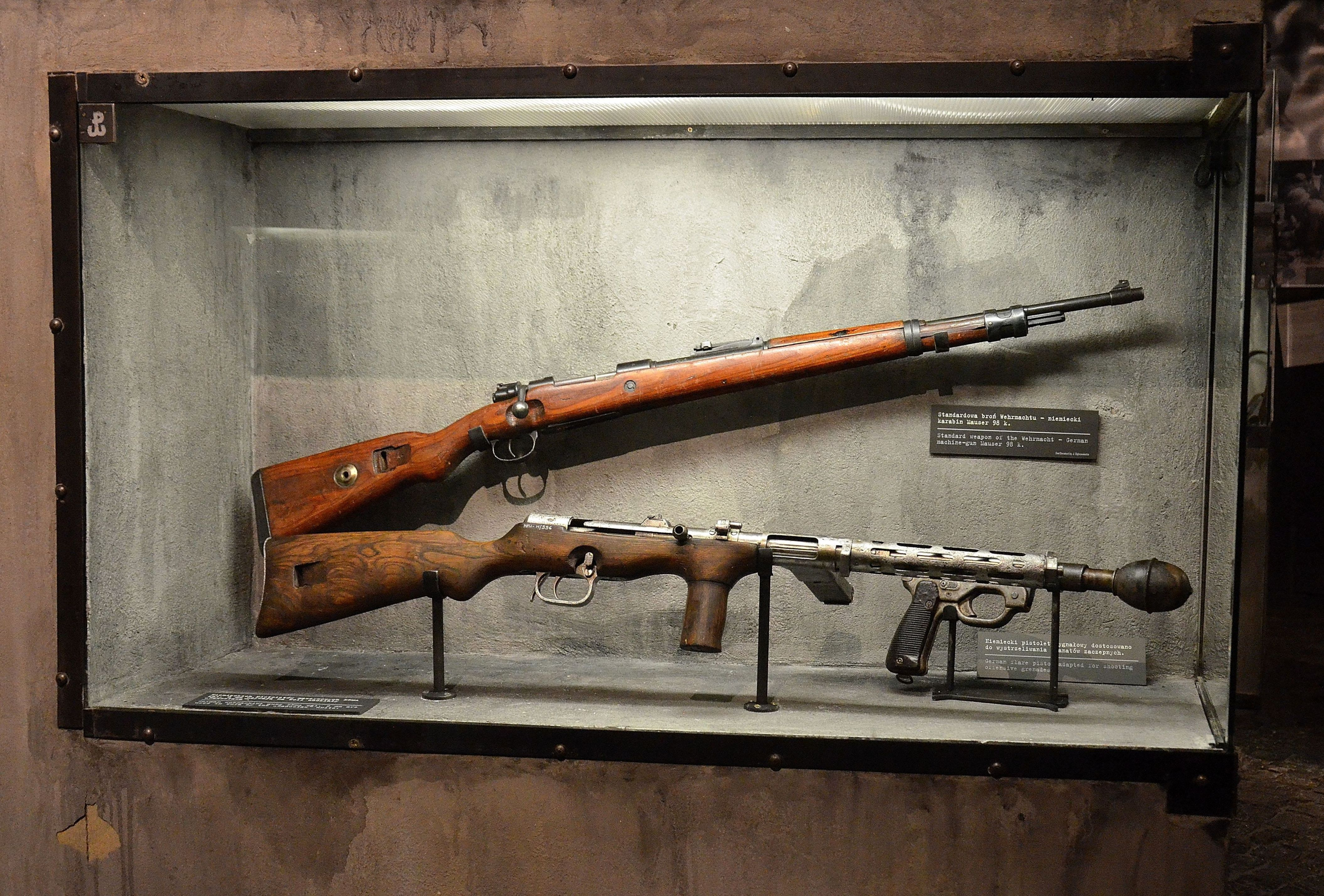
華沙起義博物館裡展出的埃爾馬EMP衝鋒槍（下）

該衝鋒槍於1931—1938年之間生產了大約10,000把（分為三種主要口徑型），並且出口到西班牙、墨西哥、中華民國和南斯拉夫，但也被德國國內的武裝黨衛軍所使用。它在西班牙由拉科魯尼亞兵工廠以M41/44之名生產。

## 歷史
1920年代初，沃爾默開始研製其衝鋒槍。他的早期型號VPG、VPGa、VPF和VMP1925都與柏格曼MP18非常相似。其中VMP1925裝有木製握把，並由25發可拆卸式彈鼓供彈。威瑪防衛軍國防部對VMP1925以及來自施梅瑟和萊茵金屬的競爭對手設計進行了秘密測試。（威瑪防衛軍受凡尔赛条约的禁令限制，軍隊被禁止將衝鋒槍用作現役武器，戰前生產的柏格曼MP18衝鋒槍都只能交由威瑪共和國警方使用）由於德國秘密資助沃爾默繼續研發，他研製出VMP1926，它與其前身最大不同的部分，在於槍管外圍包覆的穿孔式隔熱罩可以拆卸下來。隨後研發出來的是VMP1928，它使用裝在左側插槽的32發可拆卸式雙排彈匣供彈。這個系列的最終研發成果是VMP1930。（這也可在WTS以上看到）這個型號導入了一個實質性的創新—伸縮式主彈簧組件，使該槍更為可靠，更容易在現場拆卸和組裝。1930年，沃爾默申請了他的創新專利，並於1933年獲得了專利身份編號DRP＃580620。他的公司沃爾默兵工廠生產了其中的約400枝，其中大部分銷往保加利亚。但在1930年末，德國國防軍停止在經濟上對沃爾默的支持，因此他將所有設計的權利賣給了名為埃爾馬（為Erfurter Maschinenfabrik, Berthold Geipel GmbH的縮寫，中文為「埃尔福特機械廠，貝特霍爾德蓋佩爾有限公司」）的兵工廠。
自1932年開始，埃爾馬以EMP（Erma Maschinenpistole）或MPE（Maschinenpistole Erma）名義銷售的衝鋒槍基本上就是VMP1930，只是其重新裝上其穿孔式隔熱罩。儘管根據客戶的要求而有著不同的槍管長度和瞄準具，但大致上有三種主要型號：一種是300毫米的槍管、標尺式照門和刺刀座顯然銷往保加利亞或南斯拉夫。第二種型號，有時被稱為MP34或是“標準型號”，具有一根250毫米的槍管，但無刺刀座；這型號以上的照門有所不同—有些具有標尺式照門，有些則是簡化的“Ｌ”型照門。第三個型號在金屬部件上基本相似，但是原來前護木被具有手指凹槽的MP18風格前護木所取代。總體而言，這些沃爾默的設計當中至少有10,000枝是由埃爾馬所生產。1936年，該衝鋒槍被党卫队所採用，同時也銷往南美洲國家和西班牙，並在後者的本土上以M41/44之名生產。
1939年春季，大量被擊敗的西班牙共和派成員逃到法國，他們亦在那裡被解除了武裝。這些戰士以前持有的3,250枝EMP最終被放置在法國克莱蒙费朗的一個武器倉庫裡。EMP在法國文件中通常被稱為「埃爾馬—沃爾默」。法國人測試了這些武器，並決定採用這些武器來為其國家服役。1939年12月26日發行並於1940年1月6日更新、以法文印製的臨時手冊中，命名為「臨時採用的9毫米埃爾馬—沃爾默衝鋒槍」（法語：Provisoire sur le pistolet-mitrailleur Erma-Vollmer de 9mm）。然而，法國人只獲得了1,540個適用於該衝鋒槍的彈匣，所以實際上只有700至800枝EMP被發配給法國武裝部隊，主要是機動憲兵部隊。德國征服法國以後，一些EMP裝備了法國反布爾什維克志願軍團，後來最終成為了親衛隊第33「查理曼」武裝擲彈兵師（法蘭西第1師）部分。1945年2月，這個師最終在普魯士東部（現在是波蘭的一部分）幾乎被摧毀。在親衛隊「查理曼」師的最後一戰當中發現了許多的EMP；其中大多數該槍都缺少了德國軍隊印記或是標誌。德國國防軍將其從法國繳獲的該衝鋒槍編號為MP740(f)（Maschinenpistole 740(f)）。
在佛朗哥时期的西班牙，EMP以9×23毫米伯格曼-貝亞德口徑生產出來。它被非正式地稱為“科魯尼亞式衝鋒槍”（subfusil ［modelo］ Coruña）。

## 設計
埃爾馬EMP是一枝開放式反沖作用槍栓操作的衝鋒槍，配備了快慢機以選擇半自動或全自動射擊。它使用了特殊的閉鎖系統和伸縮式復進彈簧導桿裝置。標準保險裝置是槍身以上的一個鉤形缺口，它將槍機上鎖並鎖定在擊發位置。一些版本在槍身的左側配備了額外的手動保險裝置，位於彈匣插槽的後方。快慢機位於槍托的右側，位於扳機護環上方，半自動或全自動模式射擊。拉機柄亦位於該槍槍機右側，在導槽以內操作。該衝鋒槍的左側的彈匣插槽略向前傾，以協助供彈。拋殼口則是右側。
木製槍托以上具有半手槍式握把；“標準型”還在前護木以下配備了手槍式前握把。視乎型號，該槍的照門為標尺式照門或“Ｌ”型照門，前者的最大瞄準射程為800公尺（874.89碼，2,624.67英尺）。該槍的槍管外圍由穿孔式隔熱罩所包覆，隔熱罩以上亦裝有刺刀座。
該衝鋒槍的一個特點是位於扳機護環後方的拆卸螺栓。在戰鬥中，如果使用者的手指意外地躍動了它，該槍會即時被拆解，這是在戰場上潛在的致命事故。

## 影響
埃爾馬的最終研發型號被稱為EMP36。這可被認為是介乎於EMP和MP38之間的中間型號。儘管從EMP以上的機構的許多細節都已有所改變，它仍然保留了沃爾默設計上基本不變的伸縮式主操作彈簧組件。在外觀上，最明顯的區別是彈匣插槽幾乎成垂直狀態，雖然仍然稍微向左和向前傾斜。原來的實木製槍托被木製底把和折疊式金屬尾托所取代。雖然貝特霍爾德蓋佩爾有限公司通常都被記載為其研發商，但實際上是誰設計EMP36卻並不完全清楚。很顯然地，新設計的特性是又一次與德國軍隊秘密合作的成果。而EMP的伸縮氣缸式復進彈簧導桿在MP38以上得以保留。

## 使用國
- 法國[6]
  - 維希法國（少量發配給法國民兵（英语：Milice））[7]
- 德意志國
- 中華民國
- 墨西哥[8]
- 西班牙[6]
- 南斯拉夫

## 流行文化

### 电影
- 1973年—：被法國憲兵所使用。
- 2013年—《斯大林格勒》：被德國士兵所使用。

### 電子遊戲
- 2021年—《應徵入伍》：作為德軍付費武器解鎖。

## 資料來源
1. 1 2 3 4 5  G. de Vries, B.J. Martens. . Propaganda Photos 2. Arnhem: Special Interest Publicaties BV. 2001: 8–13. ISBN 90-805583-2-X.
2. ↑  The Erma EMP submachine guns （页面存档备份，存于） – Translation to English of text from Martin Helebrant's Samopal MP38 a MP40, Nakladatelstvi Elka Press, ISBN 978-80-87057-02-5 at mp40.nl
3. ↑  Thorsten Heber. . BoD – Books on Demand. 1942: 135  [2013-08-11]. ISBN 978-3-8370-4042-5.
4. ↑  Juan Tous Meliá. . 2000: 93. ISBN 978-84-7823-752-4.
5. 1 2 3  .   [2018-04-08]. （原始内容存档于2012-06-21）.
6. 1 2  Scarlata, Paul. . Firearms News. June 2017, (15): 34.
7. ↑  . Osprey Publishing. 2018: 41. ISBN 1472827759.
8. ↑  . Historic Arms.   [2018-02-26]. （原始内容存档于2018-02-27）.

- K.R. Pawlas (1994) "Die Maschinenpistole Erma (MPE)", Waffen Revue Nr. 95, pp. 47–56
- L. Guillou (1994) "Le pistolet mitrailleur Erma-Vollmer de 1931 cal.9 mm Para." Gazette des armes numéro 254
- Les P.M. Allemands (1918-1945) - Gazette des armes hors-serie n° 19

## 外部連結
- （英文）—Springfield Armory Museum item# 1712 （页面存档备份，存于）
- （英文）—http://www.iwm.org.uk/collections/item/object/30029386 （页面存档备份，存于）
- （英文）—http://www.iwm.org.uk/collections/item/object/30029289 （页面存档备份，存于）
- （英文）—http://www.armeetpassion.com/ermavollmer.html （页面存档备份，存于）
- （英文）—https://archive.today/20130811141900/http://www.coebaleares.com/index.php/es/armamentocoe/subfusil-mod-c
- （英文）—More photos （页面存档备份，存于）
- （英文）—Modern Firearms—EMP.35 Erma （页面存档备份，存于）